# 桜島総合体育館
桜島総合体育館（さくらじまそうごうたいいくかん）は、鹿児島県鹿児島市桜島横山町に所在する市立体育館である。（株）ニチガスクリエートが指定管理者となって管理されている。

## 概要
本館と付属館があり本館は552の観客席をもつ。隣接する桜島溶岩グラウンド及び桜島多目的広場と一体管理されており、各種スポーツ大会及び合宿練習、野外コンサート等に利用されている。特に鹿児島県では鹿児島県総合体育センター体育館が手狭で老朽化しているため、全国大会及び県大会の分散開催場所としてこの施設が使われることが多い。ここでは一体管理されている桜島溶岩グラウンド及び桜島多目的広場と併せて説明する。

## 歴史
鹿児島市と合併する以前の桜島町が地域観光スポーツ振興の一環として隣接する桜島公民館と共に建設した。
1986年（昭和61年）4月26日落成式を挙行。総工費5億7千万円。

## 施設概要

### 本館
- バレーボール4面orバスケットボール2面orバドミントン12面orハンドボール1面or軟式テニス2面or卓球25面、2階に卓球場（5面可能、3台常設）、2階観客席552席、会議室約30人、トレーニングマシン室

### 付属館
- バレーボール2面orバドミントン6面or軟式テニス1面

### 桜島溶岩グラウンド

#### 第1グラウンド
- 土のグラウンド26,275.00m2
- ソフトボール2面orサッカー1面or少年サッカー2面
- 夜間照明設備

#### 第2グラウンド
- 土のグラウンド27,702.00m2
- ソフトボール2面orサッカー2面or少年サッカー3面
- 夜間照明設備
- クラブハウス

#### 第3グラウンド
- 土のグラウンド33,553.00m2
- ソフトボール4面orサッカー3面or少年サッカー4面orラグビーフットボール2面
- 夜間照明設備はないので19:00までの利用
- クラブハウス

### 桜島多目的広場
- 芝のグラウンド
- サッカー1面or少年サッカー2面
- 野外ステージ（ステージ照明・音響設備）

### 駐車場
- 常設は500台程度収容、溶岩グラウンドを臨時駐車場にする場合もある

### 休館日
- 毎週月曜（祝日の場合は次の平日）
- 年末年始

### 営業時間
- 8:30～22:00（第三グラウンドは19:00終了）

## イベント
例年2月下旬（申し込み締め切りは1月上旬）にランニング桜島と呼ばれる、溶岩グラウンド周囲の国道及び旧国道を周回する市民スポーツイベントが行われている。これは桜島の大正大噴火によってできた溶岩地形の中を走るため自然の奇観を楽しむイベントとしての特色がある。

## 交通
- 桜島フェリー 桜島フェリーターミナル徒歩10分
- 桜島フェリーと桜島総合体育館及び溶岩グラウンドは、共に鹿児島市と合併する前の桜島町の運営する施設だった関係上、これらの施設を一定以上の人数のイベントで使用した場合、桜島フェリーには一定数（主催者関係要員程度）の無料乗車券を提供する制度がある。